# Smittium caudatum
Smittium caudatum är en svampart som beskrevs av Lichtw. & Grigg 1998. Smittium caudatum ingår i släktet Smittium och familjen Legeriomycetaceae.   Inga underarter finns listade i Catalogue of Life.